# Татарбунарський район
Татарбуна́рський райо́н — колишня адміністративна одиниця на півдні Одеської області України. Адміністративний центр — місто Татарбунари.
Ліквідований відповідно до Постанови Верховної Ради України «Про утворення та ліквідацію районів» від 17 липня 2020 року № 807-IX.

## Географія
Татарбунарський район розташований у південно-західній частині Одеської області. Межує на півночі з Саратським, на сході з Білгород-Дністровським, на північному заході з Арцизьким, на півдні з Кілійським районами.
Територія району на південному сході омивається Чорним морем, берегова лінія якого розчленована озерами Сасик, Шагани, Бурнас, Алібей, Хаджидер, Карачаус які відокремлені від моря піщаними насипами.
Район лежить у межах Причорноморської низовини. За характером рельєфу район являє собою рівнину з основним напрямком схилу — з півночі на південь. Територія являє собою водороздільне плато, яке перехрещується з півдня на північ долинами пересихаючих річок та балок (Дракуля, Нерушай, Казійська, Адиїса та ін.). Територією району протікають такі річки: Когильник, Кагач, Сарата, Алкалія, Хаджидер. Район має вихід до Чорного моря. Більше третини морських пляжів Одещини припадає на Татарбунарський район.
Найважливіші природні багатства району — лікувальні грязі та сірководневі мінеральні джерела. В районі є запаси будівельного каменю (вапняку), будівельного піску.
Розміщений у степовій зоні. Ґрунти — переважно південні чорноземи. Безморозний період — 210—215 діб. Річна кількість опадів в середньому — 350—390 мм.
Район характеризується помірно-континентальним кліматом з високими річними добовими температурами та малою кількістю опадів.
Площа 174.8 тис.га, у тому числі сільськогосподарські угіддя — 114,2 тис.га, з них рілля — 103.7 тис.га.
Адміністративним, господарським та культурним центром району є місто Татарбунари. Воно розташоване понад річкою Когильник, що впадає в озеро Сасик. Від обласного центру знаходиться за 165 км. До найближчої залізничної станції Сарата (на лінії Одеса—Ізмаїл) — 24 км.

## Транспорт
Через відсутність залізничного зв'язку Татарбунарського району з іншими районами та обласним центром його господарства обслуговують залізничні станції Саратського та Арцизького районів.
Районна мережа автошляхів становить 273,8 км, у тому числі: автошляхи державного значення — 9.4 км, обласного — 85.4 км, місцевого — 179 км. Усі населені пункти мають автошляхи сполучення з райцентром. Район перетинає автошлях міжнародного значення E87 (Одеса—Рені—Анталія).

## Населення
Населення Татарбунарського району — 39575 осіб, у тому числі 28867 тис. осіб сільського та 10708 тис. осіб міського населення. Густота — 37,6 осіб на 1 км². Проживають в 35 населених пунктах (із них одне місто та 34 села, які входять до міської та 18 сільських рад).
В районі проживає 47 національностей. Найчисельніші з них: українці — 29724 осіб, болгари — 4783, молдовани — 3916, росіяни — 2678, цигани — 166, гагаузи — 101.
Чисельність трудових ресурсів — 20240 осіб.
Чисельність працівників, зайнятих в народному господарстві району становить 16400 тис. осіб (з них в сільському господарстві — 9100 осіб; в промисловості — 215 осіб; в будівництві — 202 осіб і в торгівлі — 2375 осіб).
Середньо спискова чисельність робітників та службовців на підприємствах району, які звітують перед органами статистики, становить 4966 осіб (у тому числі у сільському господарстві — 1102 осіб).
Грошові доходи населення в районі становлять 255,3 млн грн. З них: заробітна плата на підприємствах, які звітують перед органами статистики, — 63,2 млн грн.; пенсії — 87,1 млн грн.; доходи підсобних господарств населення та фермерських господарств — 30,8 млн грн.; доходи суб'єктів малого бізнесу — 31,7 млн грн. та інші доходи — 42,5 млн грн.
Грошові доходи на душу населення (в середньому за місяць) становлять 538 грн. Середньомісячна зарплата — 1060 грн.
Частка соціальних виплат в структурі доходів — 38,0 %.
Кількість створених нових робочих місць — 730. Рівень безробіття становить 2,8 %. Кількість пенсіонерів — 10800 осіб. Середній розмір пенсії в районі становить 590 грн.
Середня забезпеченість населення житлом у розрахунку на 1-го жителя становить у районі 26,6 кв.м.
Національний склад населення району за переписом 2001 року
- українці — 71,3 %
- болгари — 11,5 %
- молдовани — 9,4 %
- росіяни — 6,4 %
- цигани — 0,4 %
- білоруси — 0,2 %
- гагаузи — 0,2 %

Етномовний склад населених пунктів району за переписом 2001 р. (рідна мова населення)
|                       | українська | болгарська | молдовська | російська |
| --------------------- | ---------- | ---------- | ---------- | --------- |
| Татарбунарський район | 72,4       | 10,7       | 8,48       | 7,68      |
| м. Татарбунари        | 84,64      | 3,58       | 2,45       | 7,85      |
| с. Базар'янка         | 84,48      | 1,47       | 3,73       | 9,89      |
| с. Без'імянка         | 89,69      | 0,84       | 4,46       | 5,01      |
| с. Веселе             | 88,79      | -          | 0,93       | 10,28     |
| с. Садове             | 86,99      | 0,81       | -          | 11,38     |
| с. Білолісся          | 96,32      | 0,47       | 2,14       | 0,81      |
| с. Баштанівка         | 79,08      | 2,68       | 13,41      | 4,29      |
| с. Борисівка          | 3,55       | 0,44       | 91,74      | 3,49      |
| с. Вишневе            | 90,81      | 0,64       | 6,29       | 1,34      |
| с. Глибоке            | 11,53      | 1,14       | 79,71      | 5,93      |
| с. Дивізія            | 92,59      | 0,72       | 0,96       | 5         |
| с. Лиман              | 98,04      | 0,65       | 0,65       | 0,65      |
| с. Дельжилер          | 3,05       | 93,1       | 0,39       | 3,32      |
| с. Нова Олексіївка    | 12,5       | 81,25      | 1,25       | 3,75      |
| с. Жовтий Яр          | 90,67      | 0,52       | 6,48       | 2,2       |
| с. Маразліївка        | 93,31      | -          | 1,82       | 4,56      |
| с. Нове               | 87,05      | 0,72       | 8,99       | 2,88      |
| с. Ройлянка           | 97,3       | -          | -          | 2,7       |
| с. Царичанка          | 96,67      | -          | -          | 1,67      |
| с. Кочкувате          | 94,39      | 1,35       | 1,74       | 2,51      |
| с. Лиман              | 93,85      | 0,85       | 2,38       | 2,74      |
| с. Нерушай            | 94,33      | 0,4        | 2,01       | 2,86      |
| с. Приморське         | 94,84      | 0,81       | 0,65       | 3,48      |
| с. Трихатки           | 92,62      | 0,67       | -          | 6,04      |
| с. Рибальське         | 98,84      | 1,16       | -          | -         |
| с. Балабанка          | 99,37      | -          | 0,63       | -         |
| с. Струмок            | 66,76      | 1,01       | 1,86       | 29,63     |
| с. Спаське            | 5,62       | 0,98       | 0,73       | 92,42     |
| с. Трапівка           | 92,51      | 1,03       | 0,84       | 4,21      |
| с. Зарічне            | 92,7       | 0,32       | 1,59       | 5,4       |
| с. Новоселиця         | 91,76      | 0,75       | 2,62       | 4,12      |
| с. Тузли              | 90,65      | 0,94       | 1,57       | 6,11      |
| с. Весела Балка       | 99,58      | -          | -          | -         |
| с. Лебедівка          | 80,77      | -          | -          | 19,23     |
| с. Новомихайлівка     | 97,17      | -          | -          | 2,83      |

## Економіка
В районі функціонують 3639 суб'єктів господарювання, у тому числі: 2432 фізичні особи та 1207 юридичних осіб, з яких 967 — фермерські господарства.
Валова додана вартість по району становить — 153,0 млн грн., у тому числі на душу населення — 3866 грн.
Кількість основних підприємств району — 33 (в тому числі сільськогосподарські — 20, промислові — 3, будівельні — 3, транспортні — 1 та інші — 6).
Торговельна мережа району налічує 294 об'єкти. Роздрібний товарообіг становить 48,6 млн грн., в тому числі товарообіг споживчої кооперації — 5,1 млн грн.
Дохід від реалізації платних послуг населенню нараховує 7,1 млн грн.
Кількість пасажирів, які перевезені транспортом району, становить 1153,1 тис.осіб.
Обсяг виробництва промислової продукції (в порівняних цінах) у районі становить 27,5 млн грн., у тому числі — продукція харчової промисловості − 27,4 млн грн. та продукція поліграфічної промисловості — 0,1 млн грн.
Обсяг робіт, виконаний будівельними організаціями району становить 1972,4 тис.грн..
Природні умови сприятливі для вирощування сільськогосподарських культур: зернових, соняшника, винограду.
Площа сільськогосподарських угідь становить 114,2 тис. га, в тому числі орні землі — 103,6 тис. га (90,8 %), сади та виноградники — 4323 га (4,3 %).
Обсяг валової продукції сільського господарства за 2008 рік (у порівняних цінах 2000 року) всіх категорій господарств орієнтовно становив 109,7 млн грн., у тому числі: продукція рослинництва — 88,7 млн грн., продукція тваринництва — 21,0 млн грн. (м'ясо — 1393 тонни, молоко — 12457 тонн, яйця — 9,6 млн штук та вовни — 46 тонн).
Поголів'я худоби та птиці всіх категорій господарств у районі нараховує: велика рогата худоба — 4,2 тис. голів (у тому числі корів — 3,1 тис. голів); свиней −8,8 тис.голів; овець — 17,9 тис. голів та птиці — 180 тис. голів.
Виробництво рослинницької продукції в районі за 2008 рік за видами культур становить:
- зерно — 204,3 тис. тонн;
- соняшник — 6,9 тис. тонн;
- овочі — 11,1 тис. тонн;
- виноград — 13,2 тис. тонн.

На території району збудовано Татарбунарську та Дунай-Дністровську зрошувальні системи.
Діє одна військова частина протиповітряної оборони (с. Тузли) та два прикордонних пости (сс. Лебедівка та Приморське).

## Рекреація та медицина
На території Татарбунарщини розташовані три курорти: Росєйка, Лебедівка і Катранка. Загальна протяжність морського берега — близько 50 км. Кількість баз відпочинку — 111.
Медична допомога населенню здійснюється центральною районною лікарнею на 210 ліжок, 5-ма дільничими лікарнями (60 ліжок), 6-ма лікарськими амбулаторіями та 17-ма ФАП-ами. Забезпеченість населення амбулаторними поліклінічними закладами — 630 відвідувань на зміну. Є 1-е відділення швидкої та невідкладної допомоги, 10 аптек.

## Освіта та культура
В районі 22 школи, із них — 1-ин НВК «Школа-гімназія», 1-ин НВК «Школа- інтернат», 2-а НВК «школа-дитячий садок» 14 середніх, 3 неповних середніх, 1-а початкова школа. В них навчається 5969 учнів, працює 542 педагоги. Функціонує дитячий оздоровчий заклад «Зорька» та 21 дошкільний заклад. Чисельність дітей у постійно діючих дошкільних закладах — 935.
У районі є два середніх спеціальних заклади: ПТУ-23 на 350 місць, технікум економіки та права на 220 місць.
Працює районна дитяча музична школа, Будинок дитячої творчості, Палац спорту, 3 стадіони, 165 спортивних майданчиків, шахово-шашковий клуб, 25 футбольних полів, 16 стрілецьких тирів, два спортзали.
Мережа культурно-освітніх установ включає 26 будинків культури та клубів, центральну районну бібліотеку, дитячу районну та 28 сільських бібліотек. Книжковий фонд 371 тис. примірників. Працівників культури — 115 чоловік. Працює районний історико-краєзнавчий музей, де також розміщена постійно діюча виставка 150 картин Одеського художника В. А. Шарапенка. Є музеї в селах Базар'янка, Тузли, Глибоке, Приморське, Струмок.

## Суспільно-політичне життя
Суспільно-політичне життя району висвітлюється через районну газету «Татарбунарський вісник» (тираж — 3581 екземпляр) співзасновниками якої є районна рада та райдержадміністрація; громадську газету «Райцентр» (тираж 3000 екземплярів), засновником якої є Татарбунарське районне об'єднання громадян «Рідний край»; приватну газету «Лиман», засновник приватна особа Петро Рибін.
Зв'язок в районі здійснюється через АТС на 5490 номерів (в тому числі у міській місцевості — 2762 номери і в сільській — 2728 номерів) і 21 поштове відділення зв'язку.
В районі зареєстровано 69 районних організацій політичних партій та 56 громадських організацій, з них — 6 найбільших профспілкових об'єднань.
Діють 19 православних храмів Української православної церкви, Свято-Преображенський жіночий монастир Одеської єпархії та 23 християнські протестантські громади.
У районі є кабельне телебачення, до мережі якого під'єдналися 900 абонентів.

## Системи водо-, газо-, тепло-, енергопостачання
Централізовані каналізаційні та водопостачальні системи відсутні. Каналізація є на окремих локальних об'єктах. Локальні системи водопостачання мають 8 населених пунктів, користуючись із підземних джерел артезіанських свердловин (214 одиниць) та шахтних криниць.
Експлуатаційні можливості водоносних горизонтів вичерпані. В районі споживається 28 млн м³ води за рік. Тому будується водогін Кілія-Татарбунари.
Система централізованого теплопостачання відсутня. Котельні (локальні) — 44 од., які обслуговують школи, дитсадки, заклади культури, оздоровчі заклади та житлові будинки.
Мережа газопостачання відсутня. Скрапленим газом забезпечуються усі населені пункти.
Енергопостачання району здійснюється Ізмаїльським підприємством електричних мереж.

## Проблемні питання району
1. Повернення лиману Сасик до природного стану.
2. Будівництво газопроводу Арциз—Татарбунари та розвідних газопровідних мереж по населених пунктах району.
3. Будівництво та капітальний ремонт доріг (Татарбунари—Расейка, Татарбунари—Дивізія, Татарбунари—Нерушай).
4. Будівництво Татарбунарського водоводу (І, ІІ, ІІІ черги) та реконструкція водопровідних мереж в селах Струмок, Спаське, Дельжилер, Баштанівка, Борисівка, Глибоке та місті Татарбунари.

## Населені пункти
Зняте з обліку село Мар'янівка.

## Політика
25 травня 2014 року відбулися Президентські вибори України. У межах Татарбунарського району були створені 33 виборчі дільниці. Явка на виборах складала — 48,47 % (проголосували 14 123 із 29 140 виборців). Найбільшу кількість голосів отримав Петро Порошенко — 39,52 % (5 581 виборець); Сергій Тігіпко — 13,81 % (1 951 виборець), Юлія Тимошенко — 13,60 % (1 921 виборець), Вадим Рабінович — 6,05 % (855 виборців), Анатолій Гриценко — 5,49 % (776 виборців), Олег Ляшко — 4,37 % (617 виборців). Решта кандидатів набрали меншу кількість голосів. Кількість недійсних або зіпсованих бюлетенів — 2,63 %.

## Корупція
1. Фермерське господарство «Фаворит-Т» (керівник – Тараненко Ю.В.) у 2016 році розорало прибережну захисну смугу (ПЗС) лиману Алібей - урочище Бекір. Дана ділянка дуже важлива для транзиту перелітних птахів, де вони зупиняються під час весняних та осінніх перельотів для відпочинку, харчування та відновлення сил, втрачених під час нелегких подорожей. Особливо цю місцину вподобали сірі степові журавлі – рідкісні гарні та величні птахи, через це Парк дав ділянці назву «Журавлине поле». Звернення до поліції 2016 року, на жаль, результатів не дало, кримінальна справа була закрита нібито за відсутністю складу злочину. Звернення 2017 року до Білгород-Дністровської місцевої прокуратури також було марно. У грудні 2017 року керівник ФГ «Фаворит-Т», натхненний відсутністю покарання і спраглий до дармового заробітку, знову розорав «Журавлине поле». Парк звернувся із заявою до Головного управління Держгеокадастру в Одеській області. І нарешті спрацювало. За результатами розслідування на порушника – ФГ «Фаворит-Т» складено протоколи про адміністративні правопорушення за двома статтями. ФГ «Фаворит-Т» має сплатити штрафи та відшкодувати державі завдані збитки. Особливо обурливим в даній ситуації є те, що Тараненко Ю.В. є депутатом Татарбунарської районної ради, до того ж членом постійної комісії з питань екології, раціонального природокористування та рекреаційної діяльності![6]

## Відомі уродженці
- Аранов Шико Беніямінович (1905-1969) — український та молдавський музикант, заслужений діяч мистецтв Молдавської РСР (1950), народний артист Молдавської РСР (1953).
- Колесниченко Михайло Федотович (1921-2002) — радянський військовик часів Другої світової війни, помічник командира взводу 91-ї окремої гвардійської розвідувальної роти 89-ї гвардійської стрілецької дивізії, гвардії сержант. Герой Радянського Союзу (1943).
- Видобора Володимир Деонисович (1941-2017) — Заслужений працівник сільського господарства України (2001), депутат Одеської обласної ради, Герой України (2004).
- Негой Федір Федорович (1958) — український політик. Народний депутат України (2012-2019).
- Гайдаржи Леонід Васильович (1959) — український та радянський футболіст, захисник, тренер болгарського походження, Майстер спорту СРСР (1987), Майстер спорту України (1996).